# 장백규
장백규(張伯圭, 1991년 1월 9일 ~ )는 대한민국의 축구 선수이자, 현재 K리그2 천안 시티 FC의 선수이다.

## 선수 경력
2014 K리그 드래프트에서 2순위로 대구 FC에 입단하였다. 현대오일뱅크 2014 K리그 챌린지 광주 FC와의 개막전에 선발 출장하여 0:1로 뒤지던 상황에서 동점골을 작렬하였다. 페널티 에어리어 정면에서 오른발로 슛하는 척하면서 접은 후 왼발슛으로 동점골을 기록하였다. 두번째 골은 2014년 4번째 경기인 충주와의 경기에서 기록하였는데, 0:1로 뒤지던 후반 13분 충주의 오른쪽 라인을 돌파해 들어갔고 충주 골키퍼를 넘기는 포물선을 그린 골로 동점골을 작렬시켰다.
2016년 시즌을 앞두고 충주 험멜로 1년간 임대되었다
2017시즌을 앞두고 경주 한국수력원자력에 입단했다. 2018년에는 내셔널리그 MYP로 선정되었다.
2019시즌을 앞두고 부천 FC 1995에 입단했다.
2020시즌을 앞두고 파주 시민축구단에 입단했다.

## 수상

### 클럽

#### 경주 한국수력원자력 축구단
- 내셔널리그
  - 우승 1회 : 2017